# Kloster Rheinau

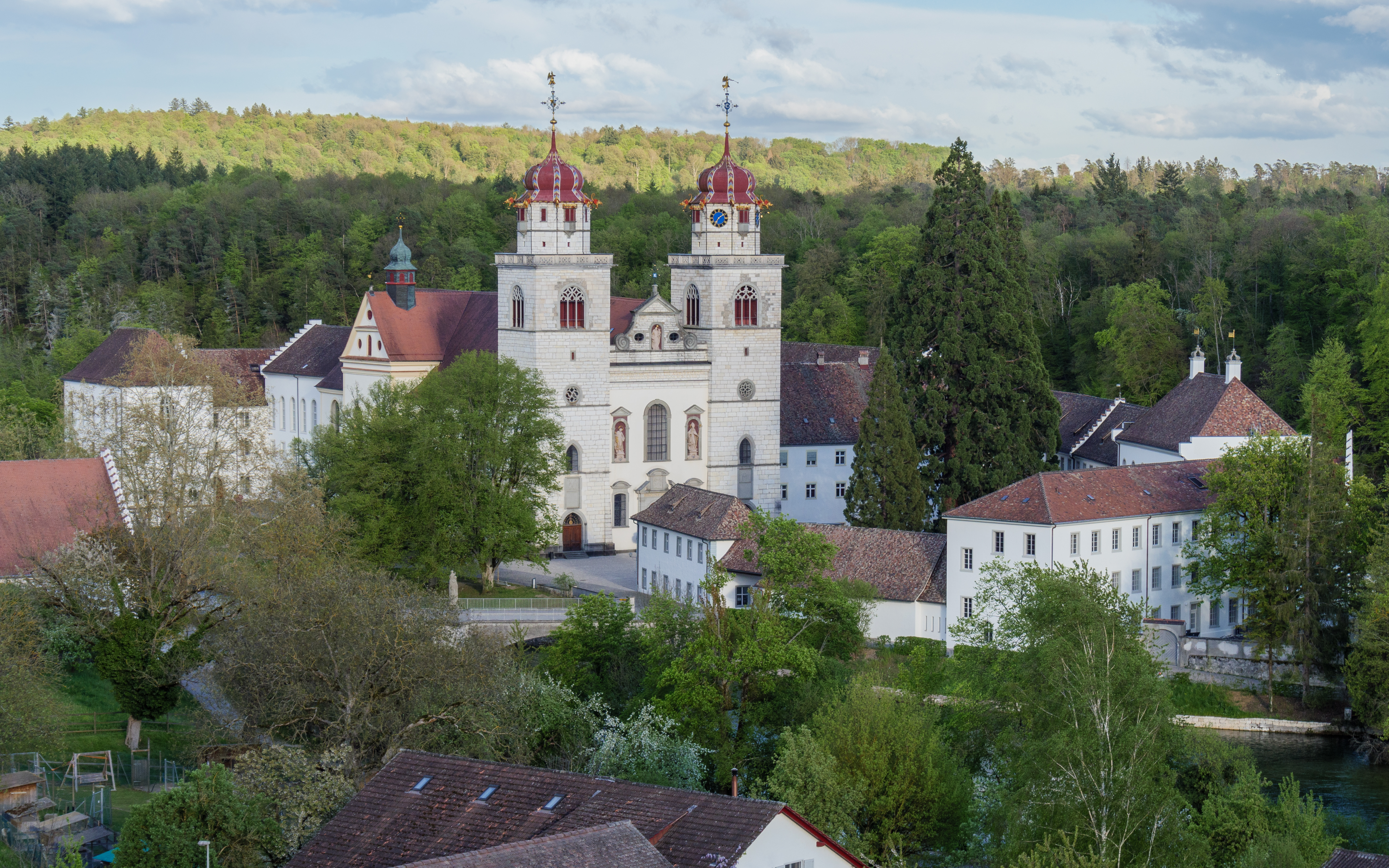
Kloster Rheinau

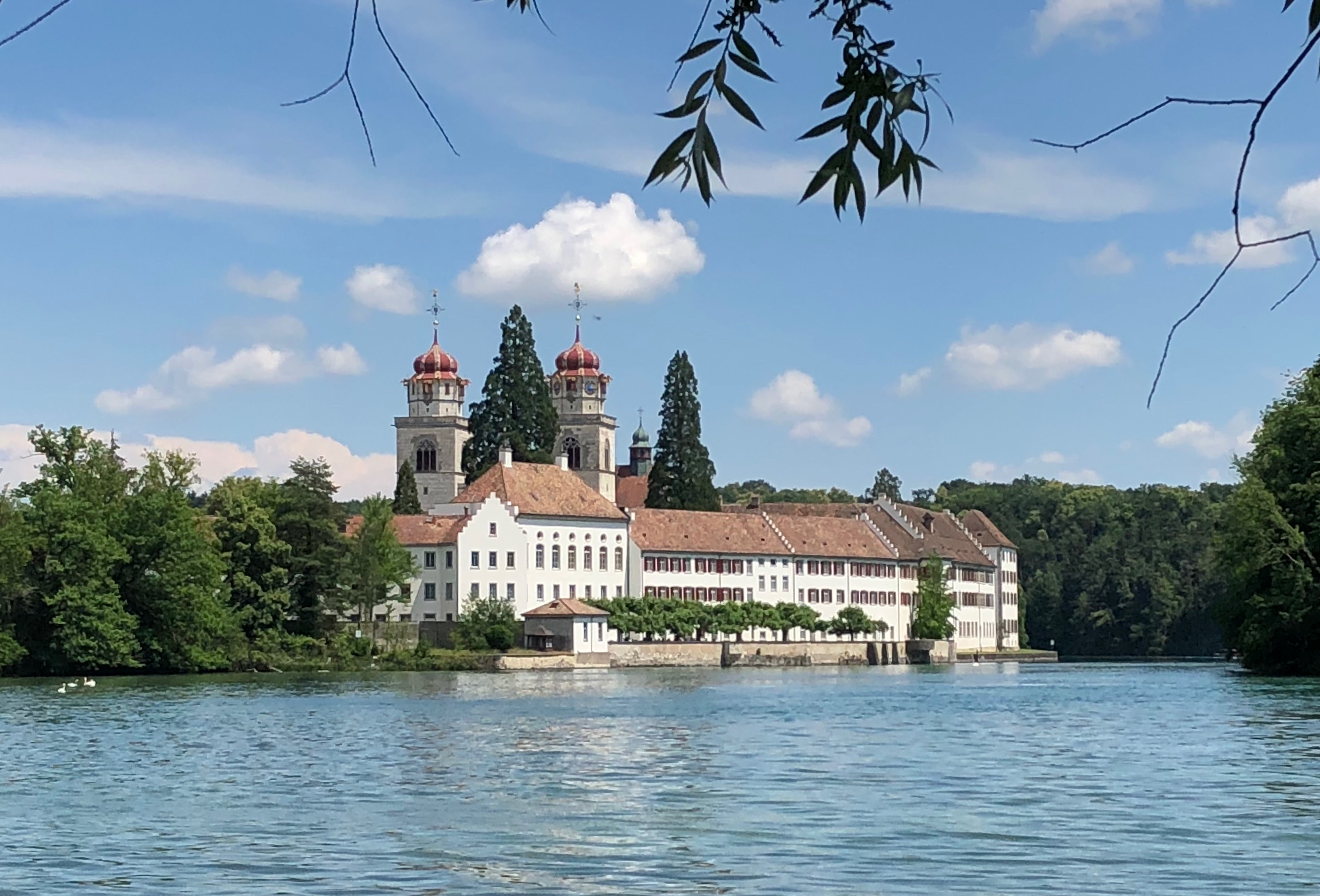
Klosteranlage Rheinau

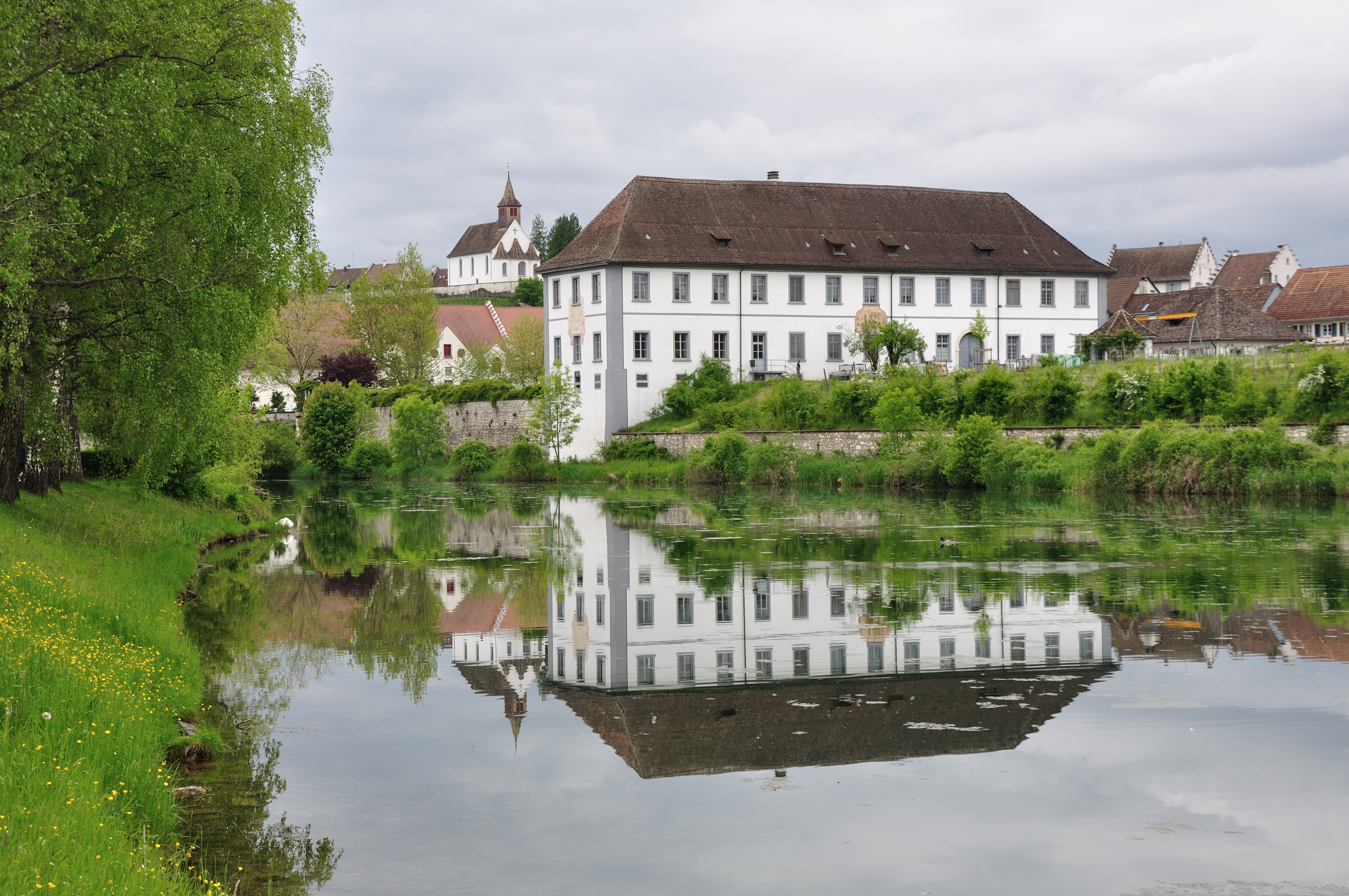
Ehemalige Klostergebäude in Rheinau

Das Kloster Rheinau (lateinisch Monasterium Rhenaugensis) ist eine ehemalige Benediktinerabtei auf einer Rheininsel in der heutigen Schweizer Gemeinde Rheinau im Kanton Zürich. Es wurde etwa 778 gegründet und 1862 aufgehoben. Von 1867 bis 2000 war in den Klostergebäuden eine psychiatrische Klinik untergebracht. Heute wird das frühere Klostergebäude von der Spirituellen Weggemeinschaft und dem Musikzentrum «Musikinsel Rheinau» genutzt, die Klosterkirche von der katholischen Kirchgemeinde Rheinau.

Insellage, Luftbild 1953

## Geschichte
Das Kloster Rheinau wurde auf einer Flussinsel, die von einer Schlaufe des Hochrheins umflossen wird, gegründet:

### Gründung
„Errichtet wurde das Kloster 778 von Herzog Wolfhard, dem Sohn Ruthards und Schwiegervater des Karolingerherrschers Ludwigs des Frommen“ – eine Gründung, die anfangs mit nur undeutlich benannten Schwierigkeiten zu kämpfen hatte:

„Das erste halbe Jahrhundert der Gründung scheint wenig glücklich verlaufen zu sein, so daß Wolfhards Sohn Wolfinus oder Ethico und Enkel Wolfenus das Kloster von Grund auf wiederherstellen mußten; Wolfenus stand als geistiger Berater der Schottenmönch Fintan zur Seite, der 878 im Geruche der Heiligkeit gestorben ist.“

### Erneuerung
„Nach der Neugründung und Neubesiedelung (mit Mönchen von St. Gallen und der Reichenau) [frühestens 837] erlangte Wolfenus durch Vermittlung Hrabans, des Konstanzer Bischofs Salomo und des Reichenauer Abtes Folkwin von Ludwig dem Deutschen das Recht der freien Abtswahl und die Bestellung eines eigenen Vogtes. Um die gleiche Zeit wurde der Leib des hl. Blasius von Rom nach Rheinau übertragen und verschaffte dem Kloster nicht geringen Ruhm; ein Teil davon wurde 866 oder 870 nach der Albzelle verbracht, aus der sich 100 Jahre später St. Blasien entwickelte.“
„Von den Äbten der ersten Zeit sind nur die von der Neugründung durch Wolfenus an noch feststellbar; es scheint, daß ursprünglich nur eine kleine Einsiedelei bestanden hat, sonst hätte sich doch mindestens eine Erinnerung an die Vorsteher in die für das Verbrüderungsbuch von St. Gallen abgefaßte Mönchsliste hinüberretten müssen. Als erster Abt begegnet uns um die Mitte des 9. Jahrhunderts der von St. Gallen durch Wolfen berufene Gozbert, ihm folgen Antwart [850], Wolfen [858], der Wiederhersteller des Klosters († 878)“. Wolfen hatte das Kloster dem ersten ostfränkischen König Ludwig dem Deutschen übergeben und es am 12. April 858 zu lebenslangem Besitz zurück erhalten.

### Blütezeit
Besonders gefördert wurde die Abtei von dem Bischof Salomo II. von Konstanz (876–889), der im Umkreis des Kaisers Arnulf von Kärnten genannt wird, der ein Nachfolger und Neffe von Kaiser Karl dem Dicken war. Mit Altenburg-Rheinau sind die Namen der legendären Vorfahren der Begründer des Hauses Habsburg, der Grafen des Klettgaus: Radbot, Guntram und Lanzelin verbunden.
Im 10. Jahrhundert [folgte als Abt] (963–975) der als Bischof von Konstanz und als Heiliger berühmt gewordene Konradus.
Im Jahr 1126 befestigte Graf Rudolf von Lenzburg die beim Kloster entstandene Siedlung Rheinau. 1173 kam nach Ulrich von Lenzburg, dem letzten derer von Lenzburg, die Schirmherrschaft an Kaiser Friedrich I. und nach dessen Ableben an den Nachfolger, Heinrich VI. unter seiner Regierung kamen die Freiherren von Krenkingen als Schutzvögte des Klosters in Erscheinung. 1209 unter Otto IV. verpflichteten sie sich die alten Rechte wie unter Kaiser Barbarossa zu beachten, hielten sich aber nicht daran. 1241 erwarb Kaiser Friedrich II. die Schirmvogtei über das Kloster für 1200 Mark Silber von den Freiherren von Krenkingen zurück. In der "Goldenen Bulle" wurden dem Kloster die alten Rechte wie unter Kaiser Friedrich I. bestätigt. Der Abt hatte auch das Recht eigene Münzen zu schlagen. Rudolf I. zerstörte den Krenkingern die Burgen Weissenburg und die Burg Neukrenkingen. 1296 erwarb Bischof von Konstanz, Heinrich II. von Klingenberg, die einträgliche Pfarrei St. Nikolaus zu Rheinau. 1375 nahm Herzog Albrecht das Kloster in seinen besonderen Schutz. In der Folge blieb die Schirmvogtei bei den Grafen von Habsburg-Laufenburg bis 1408, als mit dem letzten Graf, Johann von Habsburg-Laufenburg und derer von Sulz eine neue Zeit anbrach.
Bereits im 13. Jahrhundert bestand hier schon eine Klosterschule.

### Niedergang und späte Blüte
Gegen den stärker werdenden Anspruch der Grafen von Sulz wurde 1455 mit der Eidgenossenschaft ein Schutzvertrag abgeschlossen, der das Kloster zunächst vor weiteren Übergriffen der benachbarten klettgauischen Adelsfamilien bewahrte.
Von Zürich her griff 1529 die Reformation auch auf Rheinau über, und das Kloster musste kurze Zeit aufgegeben werden. 1532 wurde das Kloster wiederhergestellt und entwickelte sich dann zu einem Zentrum der Gegenreformation.
Im 18. Jahrhundert erlebte das Kloster Rheinau, ähnlich wie das Kloster St. Gallen, eine späte Blüte unter dem Abt Gerold II. Zurlauben. Er liess die Klosterkirche St. Maria mit ihrer wuchtigen Doppelturmfront (1710 geweiht) und die Konventsgebäude bis 1744 im barocken Stil prunkvoll erneuern. Die Pläne dazu fertigte Caspar Moosbrugger 1702 und 1719.

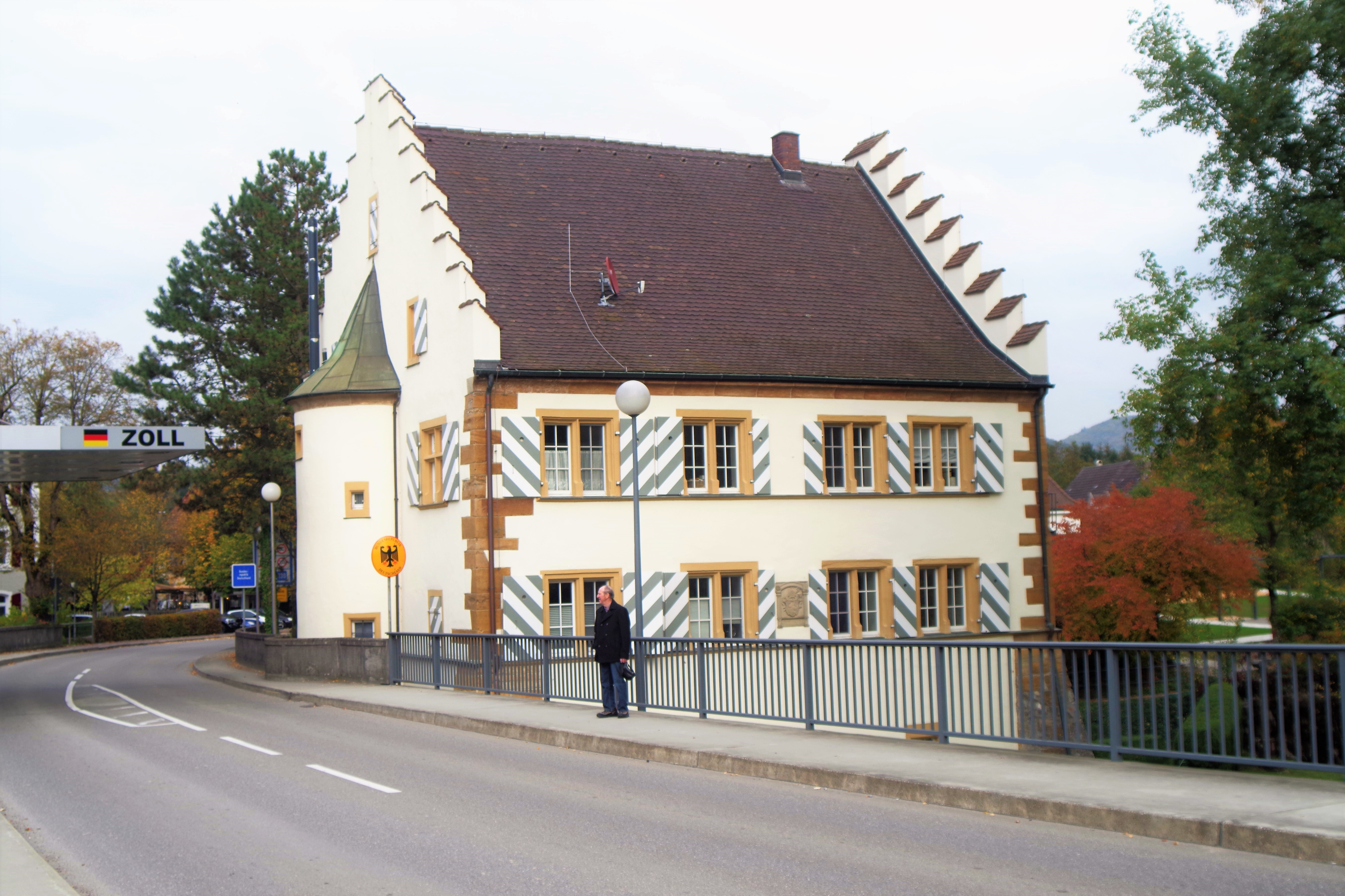
Das 1569 ausgebaute Amtshaus des Klosters in Rheinheim

Die Klosteranlage hat bis heute im Wesentlichen die damals geschaffene Gestalt bewahrt. Die 1753 erbaute Felix- und Regula-Kirche wurde nach der Aufhebung des Klosters 1864 abgebrochen.

### Aufhebung des Klosters
Während der Wirren nach dem französischen Einmarsch in die Schweiz im Jahr 1798 wurde das Kloster vorübergehend aufgelöst, 1803 im Rahmen der Mediation aber wiederhergestellt. Das Gebiet des Klosters mit dem Städtchen Rheinau wurde 1834 dem wiederhergestellten Kanton Zürich zugeordnet.
Auf der nördlichen Seite des Hochrheins befand sich seit dem 10. Jahrhundert die Güterverwaltung im nun badischen Territorium in Rheinheim, das im 16. Jahrhundert zu einem „Klosterstädtchen“ ausgebaut worden war. Noch bis 1856 wurde die Zehntablösung mit den umliegenden, unmittelbar unterstellten Gemeinden ausgehandelt.

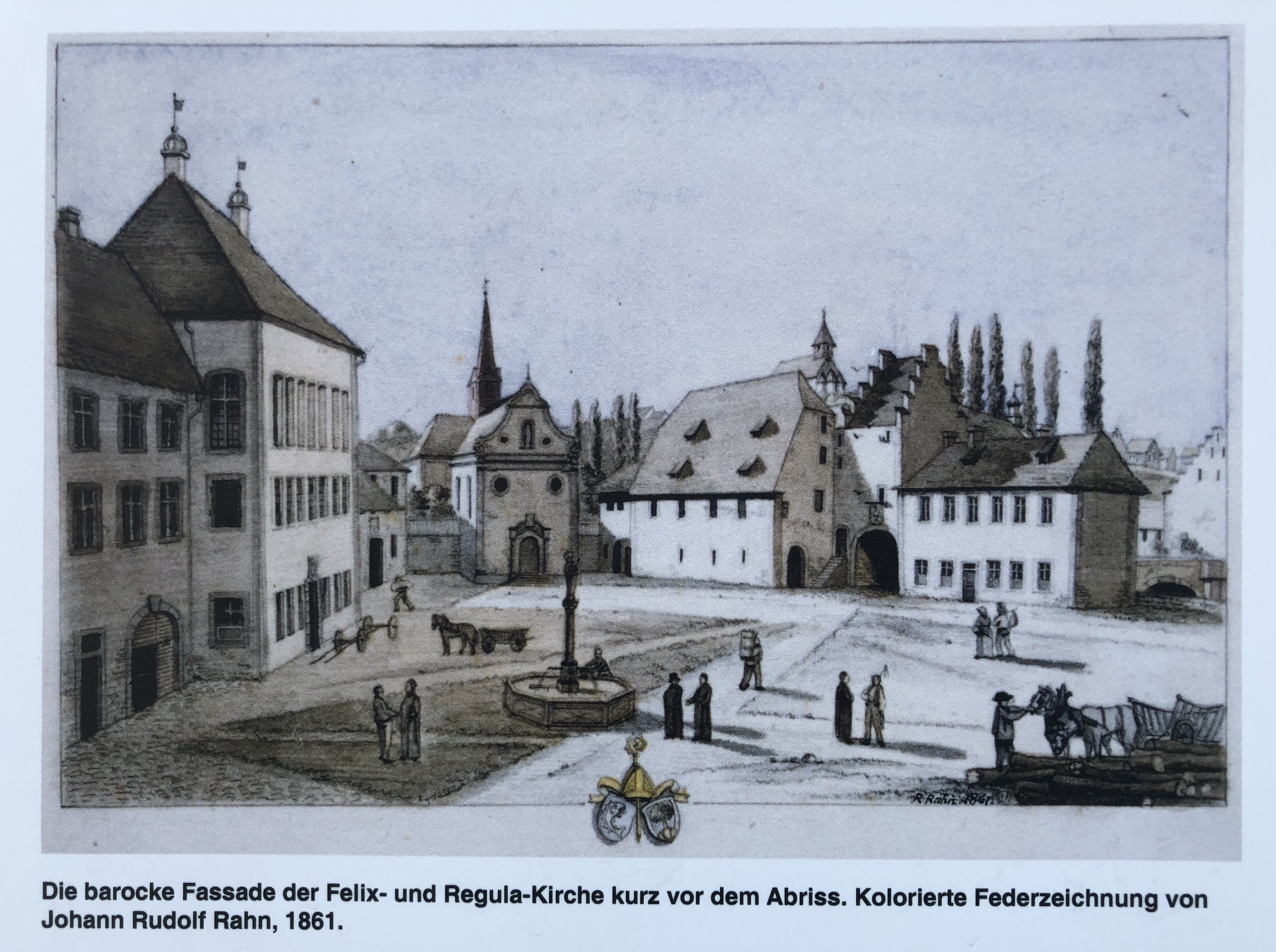
Felix- und Regula-Kirche vor ihrem Abbruch 1864. Zeichnung von Johann Rudolf Rahn

Mit dem Ende des Zehntbezuges kam auch das Ende des Klosters Rheinau. […] Schon im Jahre 1838 durften keine Novizen mehr aufgenommen werden, und es wurde untersagt, dass Mönche von anderen Klöstern zuwandern konnten. Die Klosterschule hörte auf zu bestehen, und im Jahre 1862 […] beschloss der Grosse Rat von Zürich die gänzliche Aufhebung des Klosters Rheinau.
Der letzte Abt schenkte seinen Abtsstab der jungen Erzabtei Beuron. Der ältere spätgotische Stab ging in die 1854 in Spencer County gegründete Erzabtei St. Meinrad. Das Klosterarchiv wurde dem Staatsarchiv des Kantons Zürich einverleibt. In den Konventsgebäuden wurde 1867 eine kantonale Heil- und Pflegeanstalt eingerichtet. Die spätere kantonale psychiatrische Klinik wurde Ende 2000 geschlossen.

## Gebäude und Inventar

### Klosterkirche

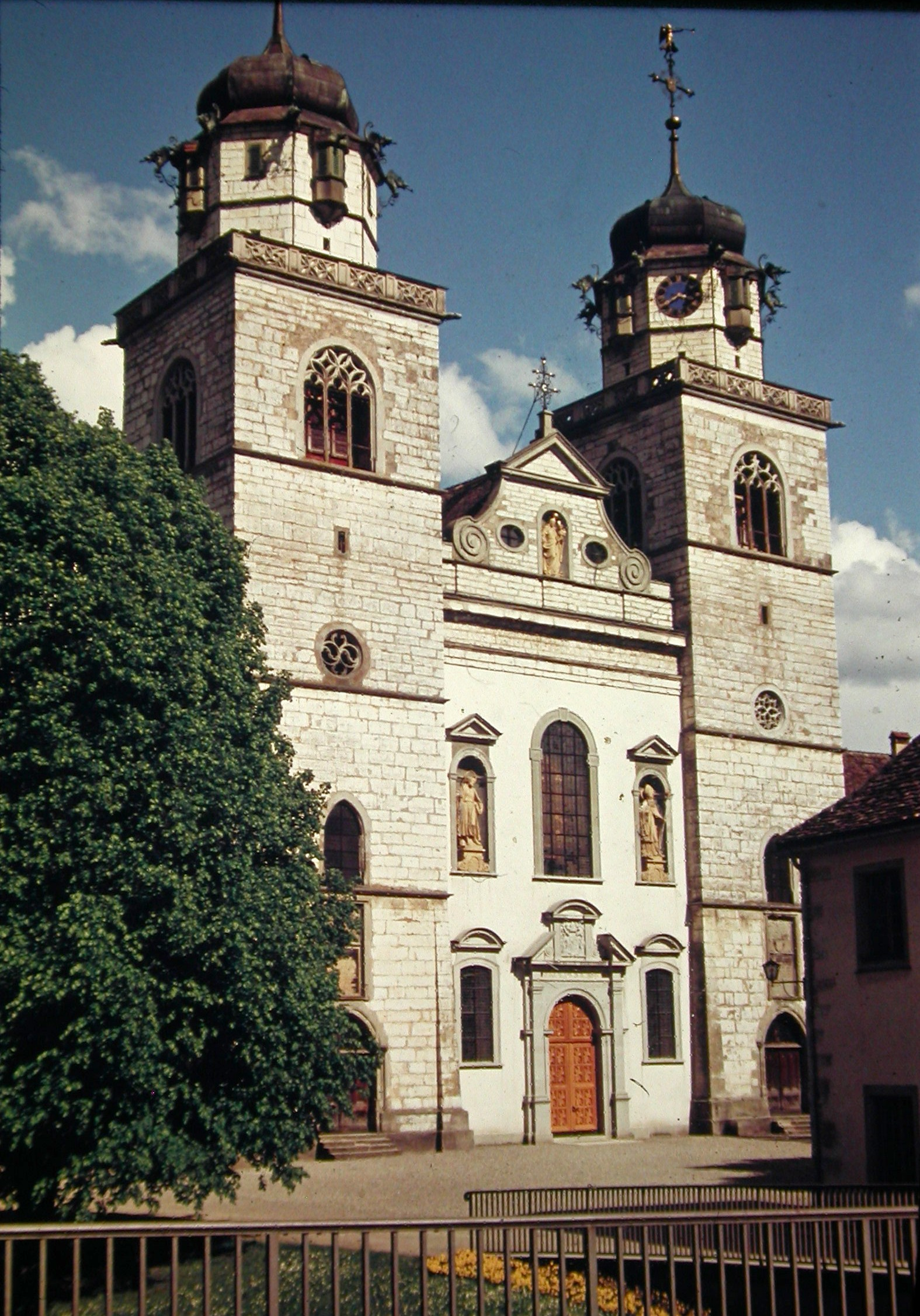
Die Westfassade mit noch unbemalten Turmhauben

Für den Bau der Klosterkirche Mariä Himmelfahrt war Franz Beer verantwortlich, die weiteren Gebäude wurden von Johann Michael Beer erstellt.
Die Fresken stammen vom Tessiner Maler Francesco Antonio Giorgioli aus Meride. Die Stuckepitaphien für die Äbte fertigten die Stuckateure Pontian Gigel (dieser stuckierte auch die Sakristei), Michael Schnell und Franz Schmuzer.
Die Kanzel schuf 1756 der Konstanzer Bildhauer Johann Reindl (ob er mit dem gleichnamigen Stamser Bildhauer identisch ist, ist noch nicht nachgewiesen. Abt Januaris I. Dangel von Beromünster liess von ihm 1744 eine Nepomukstatue anfertigen, die sein Wappen trägt und in Ofteringen steht).
Die schmiedeeisernen Chorgitter stammen von den Konstanzer Schlossern Hans Jörg Allweiler und Franz Scheuermann. Das Altarbild des Marienaltars stammt von Franz Carl Stauder, dem Vater von Jacob Carl Stauder, und das des Basiliusaltars von dem Konstanzer Hofmaler Franz Ludwig Hermann.
Der Bildhauer Johann Josef Auer schuf unter anderem die Schnitzereien für den Taufstein und weitere Schnitzwerke, so das Fintansgrab nach einem Entwurf des Malers Hans Martin Lampard aus Tiengen. Den Fintanaltar, den Spieltisch der Chororgel und die Standfiguren auf dem Chorgestühl schuf der Villinger Bildhauer Anton Joseph Schupp.
Seit 1952 fanden mehrere Renovationen statt. 1973–1991 wurde die Kirche saniert. Die letzte Renovation der Türme mit Bemalung der Turmhauben wurde 2009 abgeschlossen.

#### Orgeln
Die Hauptorgel entstand 1711–1715 durch den Augsburger Orgelbauer Johann Christoph Leo. 1840/1841 wurde sie durch den Orgelbauer Friedrich Haas so umgebaut, dass aus dem barocken ein frühromantisches Instrument wurde. Eine erste Restaurierung erfolgte 1941 durch die Orgelwerkstatt Kuhn. In einer zweiten Restaurierung in den Jahren 1988–1990 stellte dieselbe Firma den Originalzustand von 1715 wieder her.
Die 1710 von Johann Christoph Albrecht erbaute Chororgel wurde 1746 durch Johann Conrad Speisegger weitgehend neu erbaut. Nach der Aufhebung des Klosters wurde dieses Instrument bald unspielbar und teilweise geplündert. Nach einer ersten Restaurierung in den Jahren 1944/1945 wurde sie 1990/1991 durch Orgelbau Kuhn gründlicher überholt und der Zustand von 1746 wiederhergestellt.

#### Glocken
Die Klosterkirche besitzt ein historisches sechsstimmiges Geläut:
| Nummer | Ton   | Giesser           | Ort und Gussjahr |
| ------ | ----- | ----------------- | ---------------- |
| 1      | d′    | Niklaus Oberacker | Konstanz 1500    |
| 2      | g′    | Niklaus Oberacker | Konstanz 1500    |
| 3      | ais′  | Initialen ubz     | 14. Jahrhundert  |
| 4      | c′′   | Niklaus Oberacker | Konstanz 1516    |
| 5      | cis′′ | Carl Rosenlächer  | Konstanz 1830    |
| 6      | d′′   | Niklaus Oberacker | Konstanz 1517    |

Glocke 2 trägt den Namen Apostel- oder Petrusglocke, Glocke 5 ist die Marienglocke und Glocke 6 heißt Osanna. Die Glocke 1 wiegt etwa 2.150 kg.

### Ehemalige Bibliothek und Archiv
Die unter Abt Gerold II. Zurlauben neuerbaute Bibliothek befand sich im Pavillon, der nordwärts den Ostflügel überragt. Fünf Kreuzgewölbe auf Halbpfeilern bild(et?)en die Decke. 1881 (nachdem die Bibliothek bereits 1864 aufgelöst war, siehe unten) wurden daraus weitere 38 Zentner Bücher, darunter viele Pergamenthandschriften auch mit Miniaturen, sowie eine Gutenbergbibel an einen Basler Antiquar verkauft. Johann Rudolf Rahn besuchte das Kloster an Pfingsten 1860 und beschreibt es 1896 in seinen Erinnerungen. Das Gebetbuch Karls des Kahlen kam nach der Auflösung der Propstei St. Felix und Regula am Grossmünster nach Rheinau.
Im Mittelalter überwogen theologische Werke, in den frühneuzeitlichen Anschaffungen die historischen Fächer. Der Bestand an Liturgica, Stunden- und Gebetbüchern wurde zwar weiterhin gepflegt, aber ausser Philosophie, Theologie und Kirchenrecht kamen vor allem Bücher aus den Bereichen Kirchen-, Kloster-, Adels-, Lokal- und Schweizergeschichte dazu, ebenso aus den Naturwissenschaften, der Numismatik, Heraldik, Genealogie und der Hagiographie hinzu. Besonders erwähnenswert ist die in die Klosterbibliothek integrierte Privatbibliothek des Konventualen Georg Sebastian Harzer von Salenstein aus Konstanz, welche dieser dem Kloster 1611 vererbte.
Zu den Rara der Bibliothek gehörten neben Handschriften wie dem Codex Rhenaugensis, dem Graduale Rhenaugensis für den Messgesang weitere gregorianische Handschriften sowie rund 300 Druckschriften aus dem 15. Jahrhundert, darunter sechs Unikate, sowie das nur in vier Exemplaren bekannte Missale speciale (früher Constantiense). Diese Werke aus den Anfängen des Buchdrucks betreffen den Schulunterricht, die Theologie und das mönchische Leben. Sie wurden bereits im 18. Jahrhundert speziell kategorisiert und von Pater Blasius Hauntinger (1762–1826), dem Bruder von Johann Nepomuk Hauntinger, katalogisiert. 
Bekannt als Historiker wurde Pater Joseph Anton Franz Hohenbaum van der Meer (1718–1795). Auch die Wissenschaften, sowie Musik und Theater wurden gepflegt. Berühmt war die Mittelalterliche Bibliothek mit Handschriften und frühen Drucken, sowie ein Kunstkabinett. Der Historiograph und Büchersammler Georg Wilhelm Zapf besuchte auf seinen Forschungsreisen unter anderen auch das Kloster St. Blasien und das Kloster Rheinau und berichtet darüber in seinem Buch: Reisen in einige Klöster Schwabens, durch den Schwarzwald und in die Schweiz. Im Jahr 1781. Worinn von Bibliotheken, Alterthümern, Geschichte und vom Zustand der Litteratur überhaupt Nachricht gegeben wird; es erschien 1786 bei Johann Jakob Palm in Erlangen.
Die Klosterbibliothek wurde 1864 aufgelöst, und ein grosser Teil der Druck- und Handschriften in die Zürcher Kantonsbibliothek überführt, wo sich heute 270 mittelalterliche Codices, nahezu 1000 neuzeitliche Handschriften und rund 13'000 Drucke, darunter 306 Inkunabeln aus dem Kloster Rheinau befinden. Die Urkundenbücher und Akten kamen in das Staatsarchiv des Kantons Zürich.

### Weinkeller
Für den Unterhalt des Klosters bedeutend war die Landwirtschaft und der Weinbau. Das Kloster verfügt über einen grossen Weinkeller, der auch heute noch als solcher von der Staatskellerei Zürich genutzt wird.

### «Mühlesaalbau»
In den Jahren 1727 bis 1729 entstand unter Abt Gerold II. der sog. Mühlesaalbau. Er wurde durch den Baumeister Michael Beer nach einem Entwurf von Peter Thumb errichtet. Zuvor stand dort ein Mühlengebäude von 1559. Dieses hatte Abt Heinrich Schenk von Kastell (1555–1559) errichten lassen. Ein über zwei Geschosse reichender, sechs Meter hoher Festsaal wurde 1729 mit Stuckaturen von Jacob Appiani  (Porto Ceresio) versehen; das Deckengemälde schuf Jakob Stauder.
Im Zuge der Umnutzungsmassnahmen der Anlage wurde zwischen 1862 und 1867 der Saal in zwei Geschosse unterteilt, Gemälde und Stuckaturen gingen verloren. Erhalten und 1977/1978 restauriert wurde die zweiflügelige, mit Intarsiendekor ausgestattete Türe zum Festsaal. Dessen ursprüngliche Ausmasse, mangels Spuren nicht aber Malerei und Stuck, sollen bis 2017 wiederhergestellt werden.

### Résumé
Das Bauwerk ist eine gelungene Komposition zahlreicher Künstler und Handwerker, beteiligt an der Erschaffung von Kunstwerken waren (wie üblich) auch begabte Laienbrüder des Klosters; die mit Intarsien geschmückten Paramentschränke in der Sakristei stammen aus der Klosterschreinerei.

## Gegenwart

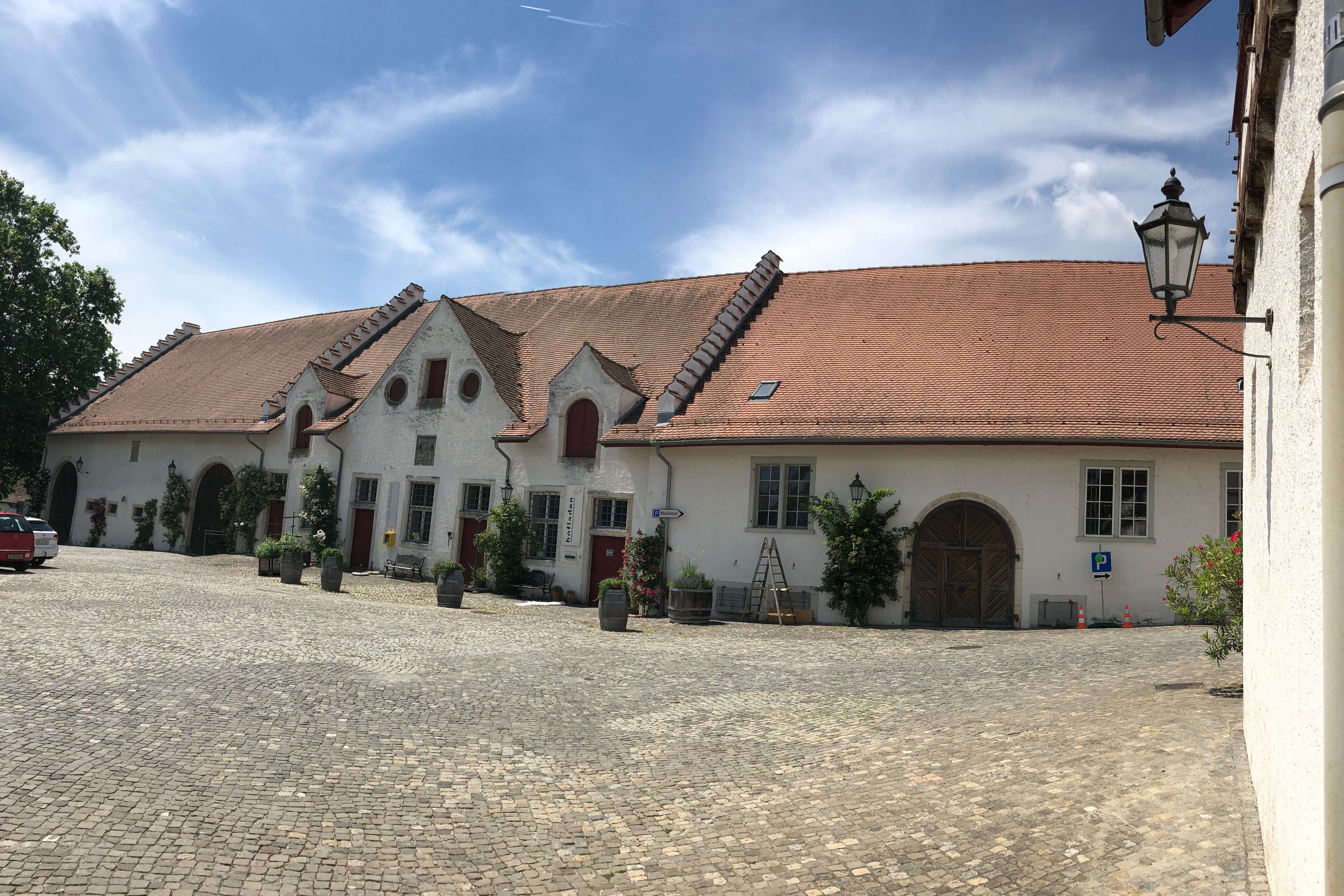
Hofladen

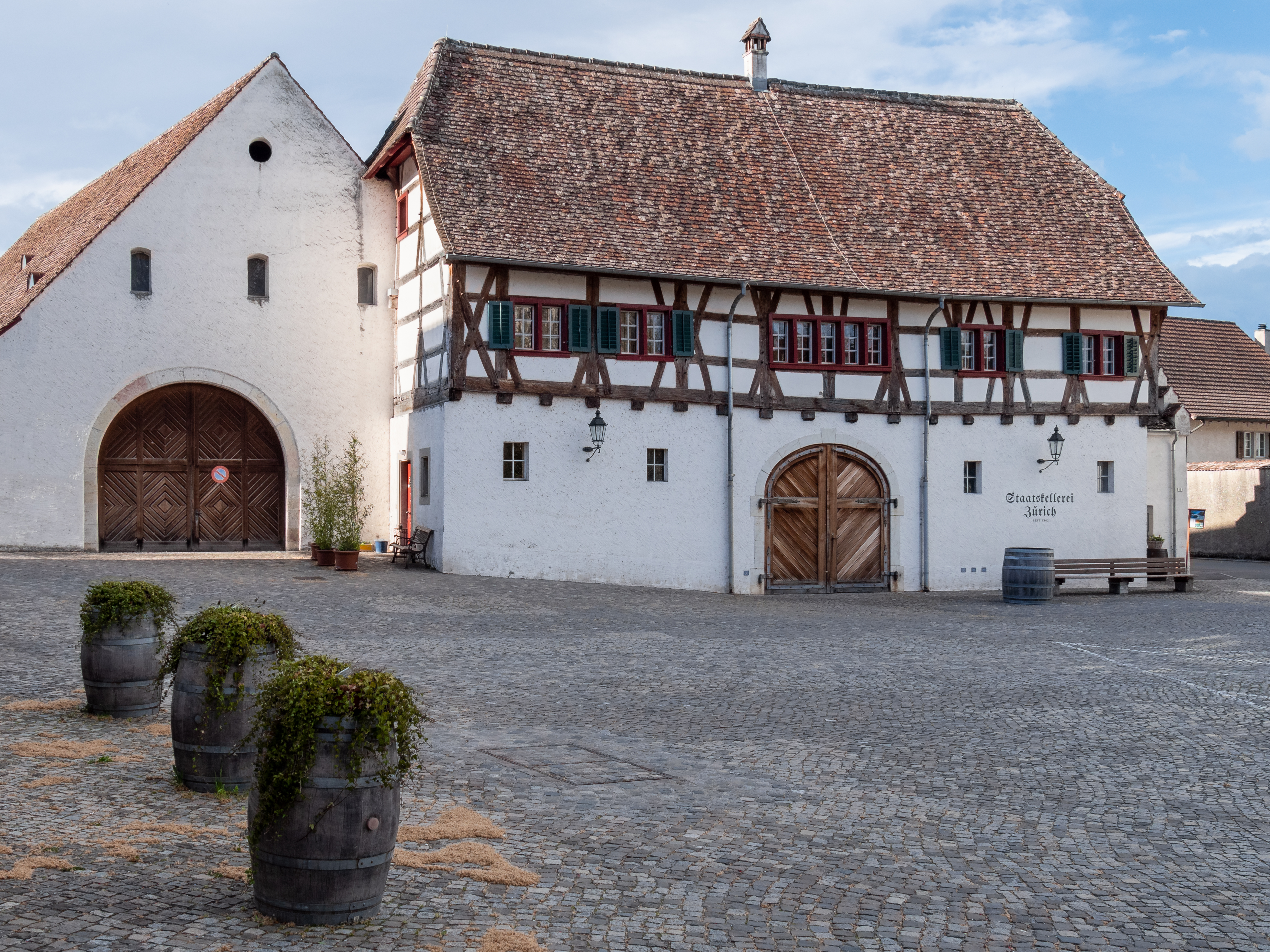
Staatskellerei Zürich

Seit März 2003 wird die Tradition klösterlichen Lebens auf der Klosterinsel Rheinau durch den Einzug der Schwestern der Spirituellen Weggemeinschaft, einer jungen katholischen Ordensgemeinschaft, wieder neu belebt. Die Schwestern ermöglichen ihren Gästen im «Haus der Stille» Tage der Einkehr und der Teilnahme am klösterlichen Leben. Die ehemalige Klosterkirche wird als Pfarrkirche verwendet. Die dazugehörige Pfarrei ist für 355 Katholiken zuständig (Stand 2021).
Dominik Lauchenauer von der Jeunesses Musicales de Suisse hatte die Idee, in den Räumlichkeiten des Klosters ein nationales Musikzentrum zu realisieren. Er erarbeitete dazu einen detaillierten Businessplan mit einem Raumkonzept. Ab Mai 2014 wird auf der Klosterinsel seine Idee realisiert, ein Musikzentrum samt Hotel zu betreiben, das Orchestern, Chören und Musikgruppen z. B. für Konzertvorbereitungen, musikalische Wettbewerbe und Seminare offensteht. Dieses Projekt, das von der Stiftung «Schweizer Musikinsel Rheinau» getragen wird, wird zu zwei Dritteln durch den Kanton und zu einem Drittel durch eine Privatspende von Christoph Blocher finanziert werden. Ursprünglich sollten auch eine Hauswirtschaftsschule, ein Restaurant, sowie ein Museum eingerichtet werden.
Die ehemaligen Nebengebäude des Klosters am Klosterplatz, das «Gästehaus», Stallungen, Klosterscheune, Keller und Wohnhäuser werden seit 1999 von der Stiftung Fintan mit verschiedenen Betrieben (Sozialtherapie, biologisch-dynamische Landwirtschaft Gut Rheinau u. a.) genutzt. Im ehemaligen Klostergarten werden von der Sativa Rheinau AG biologisches Saatgut vermehrt und neue Gemüsesorten gezüchtet. In einem Traubensortengarten werden neue Rebsorten für den ökologischen Weinbau geprüft.
In den Jahren 2003–2005 wurden Teile der Nebengebäude durch die Stiftung Fintan und kantonale Stellen saniert, u. a. wurde der ehemalige «Kaisersaal» im «Gästehaus» nach historischem Vorbild (Wandmalereien) restauriert.
Ab Sommer 2021 soll der Klosterplatz verkehrsfrei sein.

## Persönlichkeiten

### Gründungssage
„Es war in den Jugendtagen der Allerheiligen-Abtei, als bei der dortigen Schifflände ein reicher und vornehmer Edelmann im Rhein fischte. Dieses stille Tun in der Wärme der Mittagssonne machte ihn schläfrig; er lenkte seinen Nachen in den Schilf einer nahen Bucht, zog die Ruder ein, legte sich im Schifflein nieder und verfiel in einen sanften Schlummer. Nun löste der Wellen gurgelndes Spiel die Gondel sacht vom Ufer und führte sie hinaus in die Strömung. Dann trieb es den Nachen mit dem schlafenden Fischer hurtig stromab, über Felsen und Klippen dem donnernden Rheinfall zu. Und wie es den Kahn in die schäumenden, brandenden Wogen hinabriß, erwachte der Edelmann, den sicheren Tod vor Augen. Ohnmächtig fiel er im Schifflein zusammen. Als der Fischer die Augen aufschlug, fand er sein Fahrzeug eine Stunde unterhalb des Rheinfalls am einsamen Ufer; da überkam ihn ein inniges Dankgefühl. An der Stelle, wo ihm zum zweitenmal das Leben gegeben, stiftete er die Benediktiner-Abtei Rheinau, die er reich begabte.“

### Liste der Äbte von Rheinau

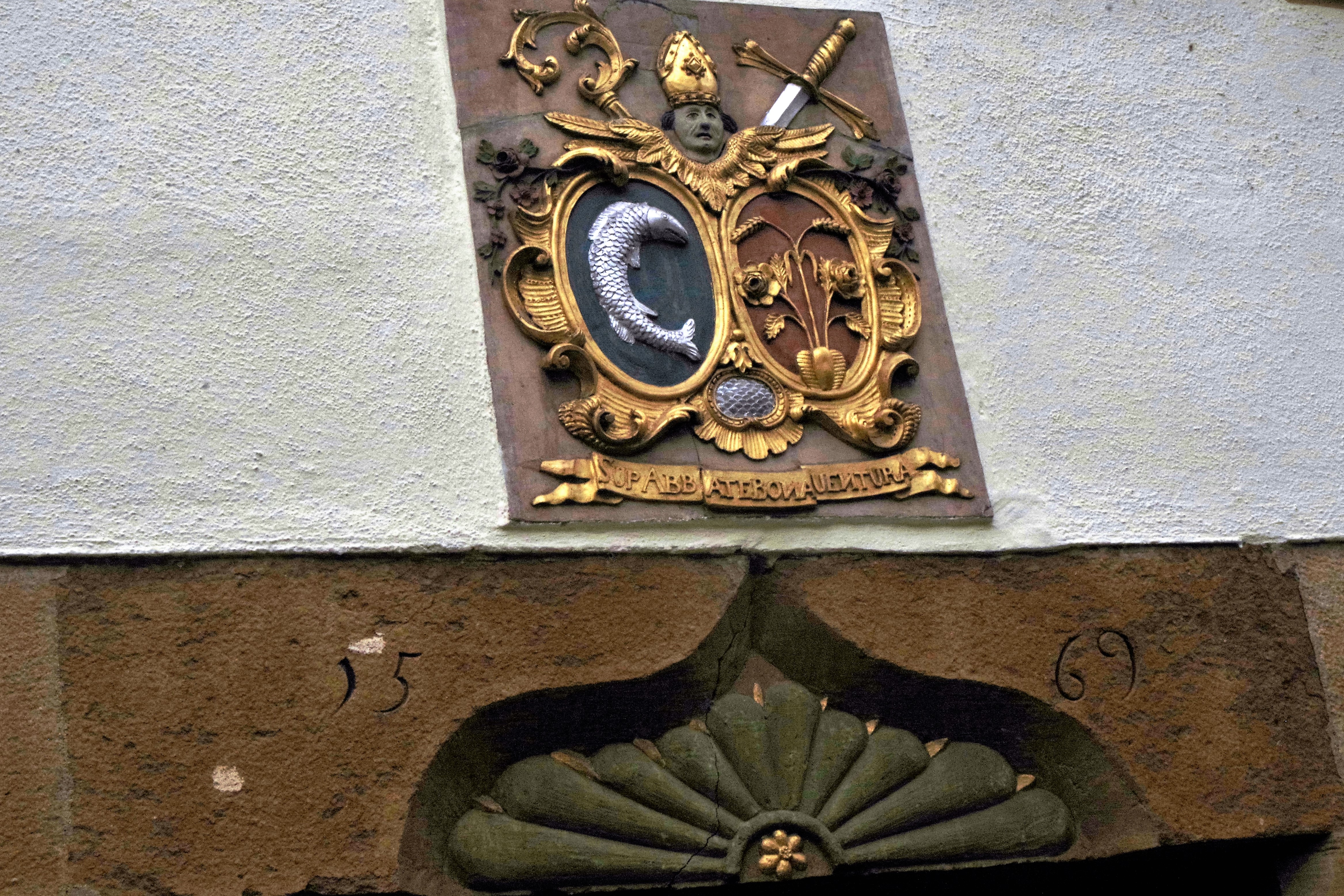
Wappenterracotta Abt Bonaventura II. von Lacher am Rheinauer Amtshaus in Rheinheim

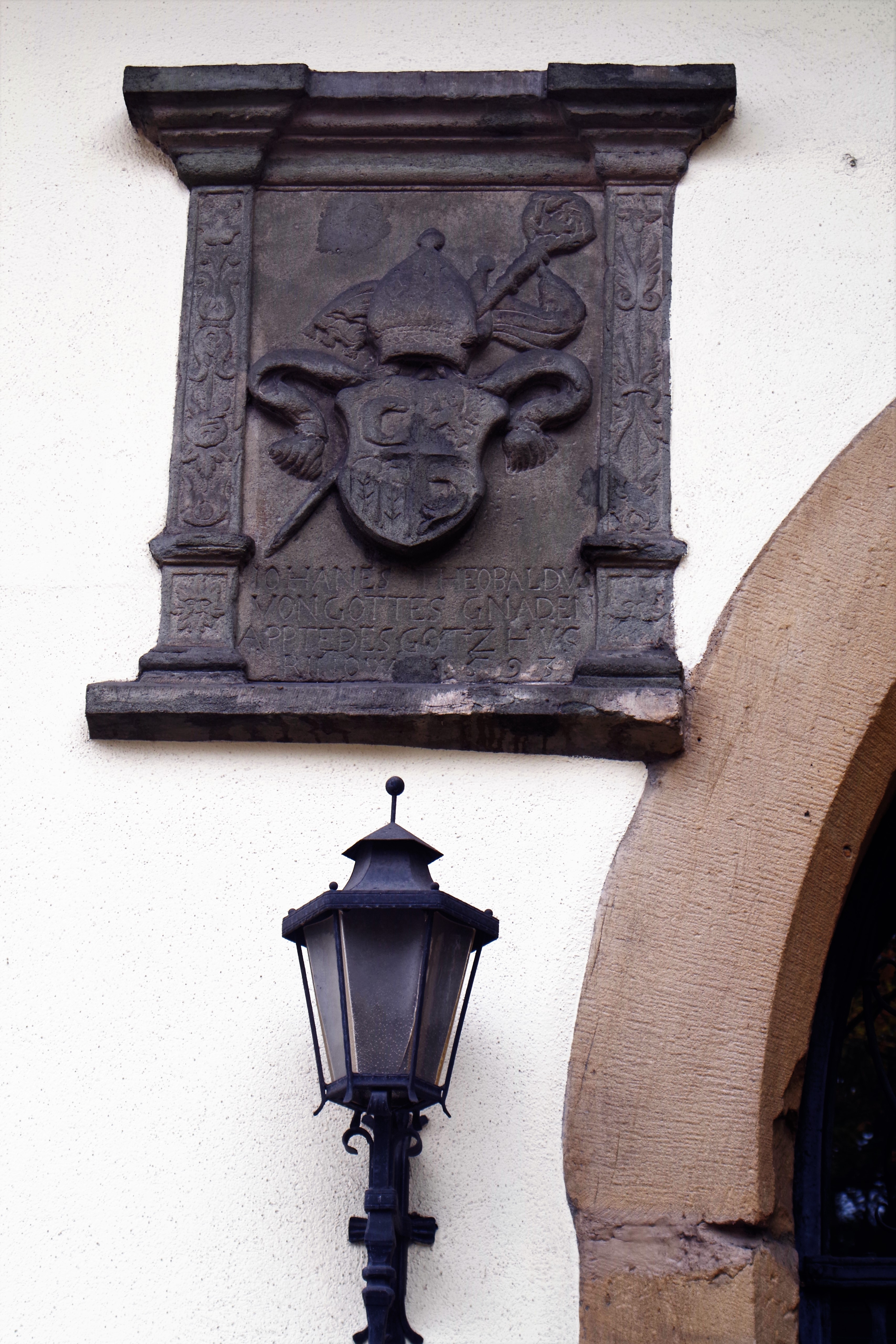
Wappen des Klosters Rheinau und Abt Johann Theobald Werlin von Greiffenberg an der Zehntscheune des Klosters Rheinau in Rheinheim

- Gozbert von St. Gallen (frühstens 837–850)
- Antwarth, 850
- Wolven I., 858–878
- Wiehram, 879–888
- Gozbert, 888–912
- Rupertus, 912–934
- St.Conrad I., 934–975
- Wipract, 975–977
- Sigehart, 978–985
- Adalbract, 985–993
- Notker, 993–1010
- Burkard I., 1010–1026
- Birthilo, 1026–1040
- Richardus, 1040–1060
- Gerungus, 1060–1084
- Cuno (von Petershausen) 1084–1098
- Wolven II., 1098–1105
- Otto, 1105–1124
- Dietmar, 1125–1140
- Otmar, 1140–1157
- Diethelm von Krenkingen, 1157–1161
- Heinrich I., 1161–1206
- Heinrich II., 1206–1233
- Burkart II., 1233–1241
- Hermannus, 1241–1243
- Eberhard I., 1243–1247
- Berchtold von Falkenstein, 1248–1271
- Konrad II. von Herten, 1271–1302
- Heinrich III. von Aitlingen, 1302–1329
- Heinrich IV. von Neuenburg, 1329–1351
- Heinrich V. von Aitlingen, 1351–1377
- Konrad III. Mayer, von Jestetten, 1380–1404
- Konrad IV. von Bissingen 1404–1409
- Heinrich IV. von Bettmaringen, 1409
- Hugo, von Almishofen, 1409–1434
- Johannes von Kummer, 1434–1439
- Eberhard II. von Schwager, (von Schaffhausen), 1439–1465
- Nikolaus Rüegger, von Winterthur, 1466–1478
- Lorenz von Reischach, 1478–1483
- Johann Conrad, von Grießen, 1483–1498
- Heinrich VII. von Mandach, 1498–1529
- Bonaventura von Wellenberg, 1529–1555
- Johann Heinrich Schenk von Castell, 1555–1559
- Michael Herster, von Zug, 1559–1565
- Johann Theobald Werlin, von Greiffenberg, 1565–1598
- Gerold Zurlauben, von Zug, 1598–1607
- Ulrich Koch, von Wil, 1607–1613
- Eberhard III. von Bernhausen-Kempten, 1613–1642
- Bernhard I. von Freyburg–Rheinau, 1642–1682
- Basilius Iten, von Unterägeri, 1682–1697
- Gerold II. Zurlauben, von Zug, 1697–1735
- Benedikt Ledergerber, von Wil, 1735–1744
- Bernhard II. Rusconi von Luzern, 1744–1753
- Romanus Effinger von Einsiedeln, 1753–1758
- Januarius I. Dangel von Beromünster, 1758–1775
- Bonaventura II. Lacher, von Einsiedeln, 1775–1789
- Bernhard III. Meyer von Schauensee, 1789–1805
- Januarius II. Frey, von Zurzach, 1805–1831
- Januarius III. Schaller, von Fribourg, 1831–1859
- Leodegar Ineichen, von Urswil–Hochdorf, 1859–1862 († 1876) «Ultimus Abbas»

### Klinikdirektoren
- 1867–1873: Ludwig Wille
- 1873–1879: Johannes Moor
- 1879–1885: Heinrich Naegeli
- 1885: Johann Heinrich Sigg
- 1886–1898: Eugen Bleuler
- 1898–1931: Friedrich Ris
- 1931–1943: Karl Gehry
- 1963–1964: Hans Binder
- 1964–1972: Werner A. Stoll (später Alt-Rheinau)
- 1968–1970: Klaus Ernst (Neu-Rheinau)
- 1970–2000: Rudolf Knab (Neu-Rheinau, später Rheinau)

## Fotos

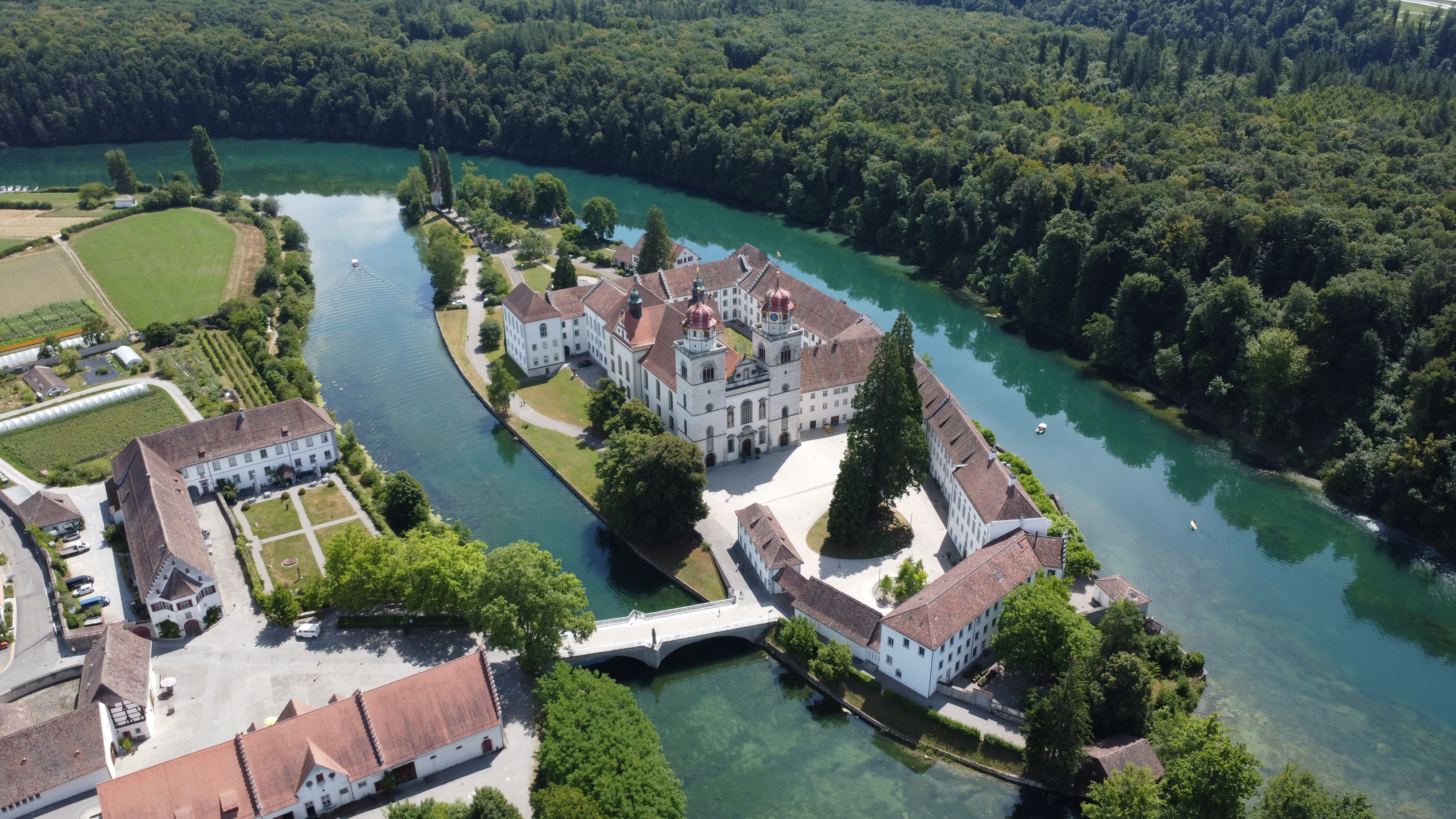
Klosterinsel mit Brücke zum Festland
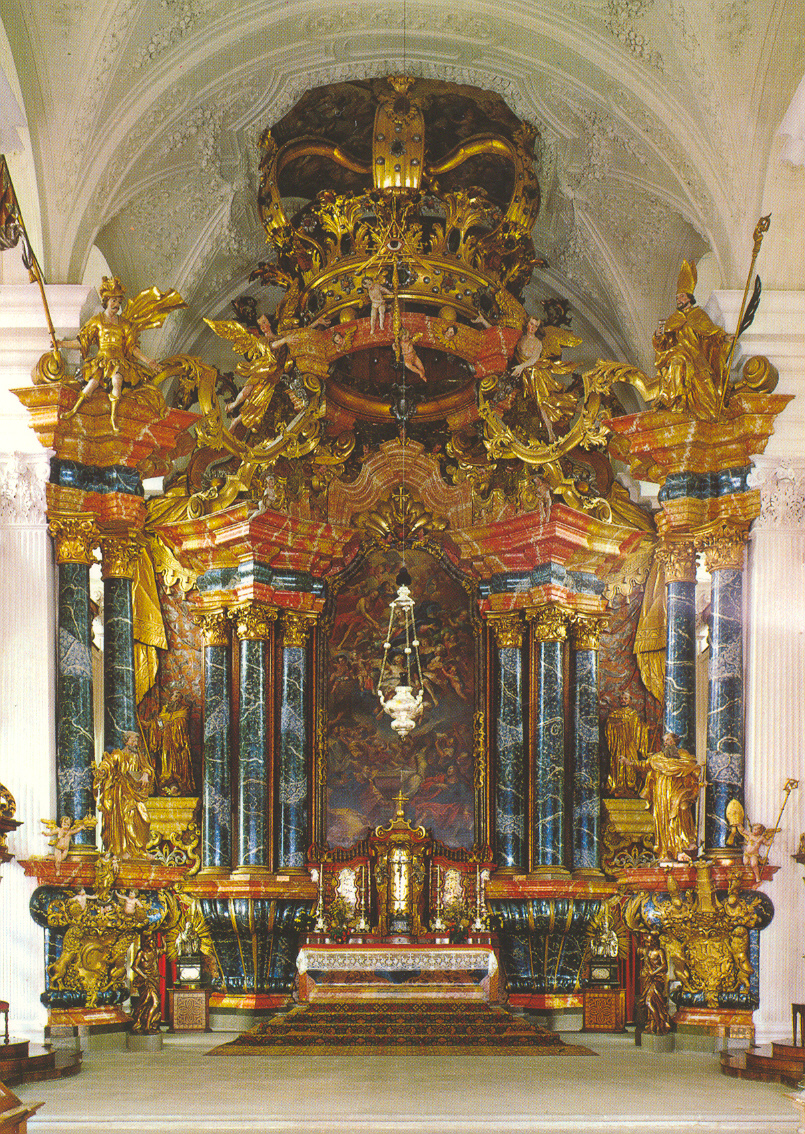
Hochaltar der Klosterkirche
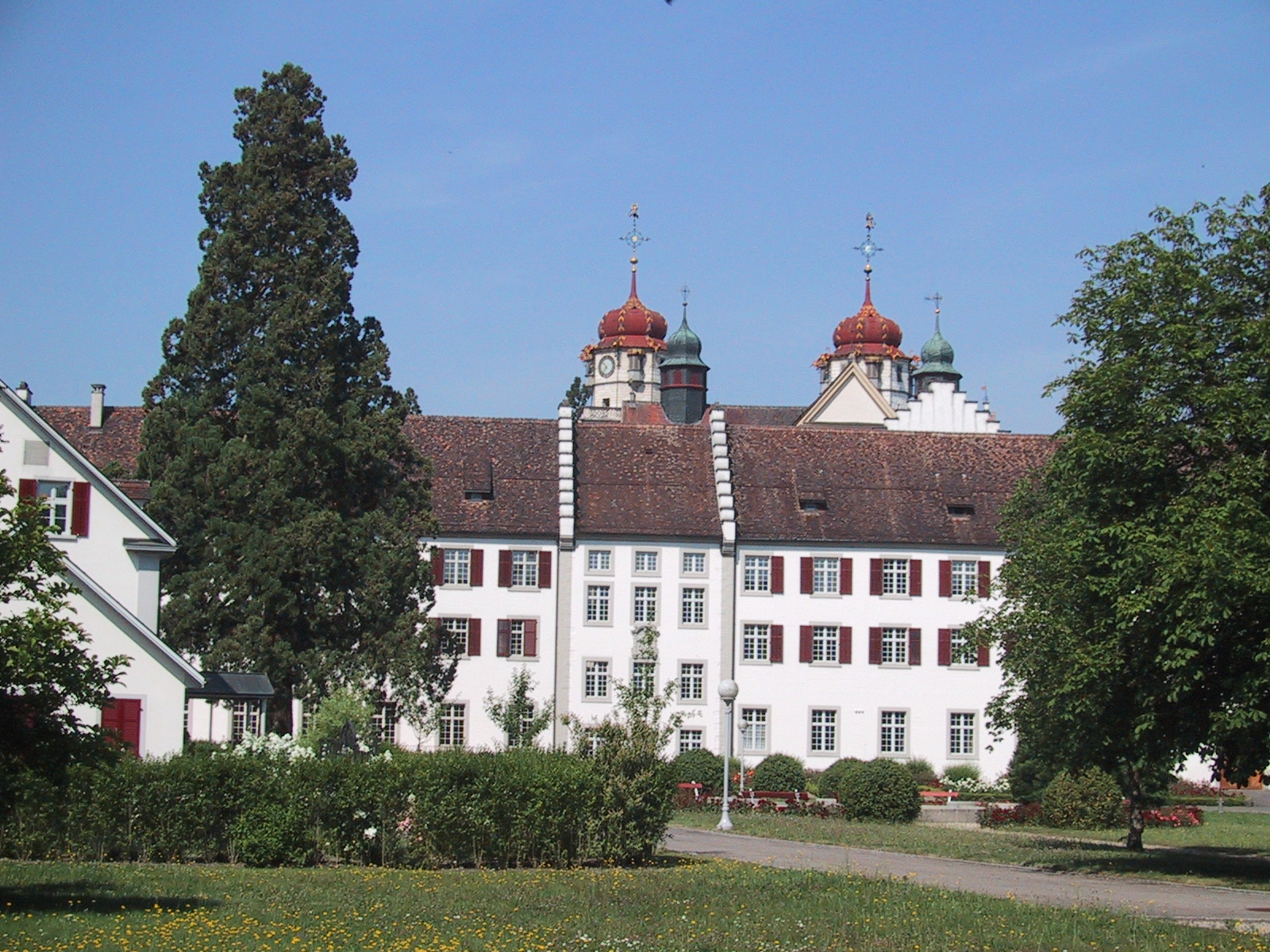
Ehemaliges Kloster, Ansicht von Osten
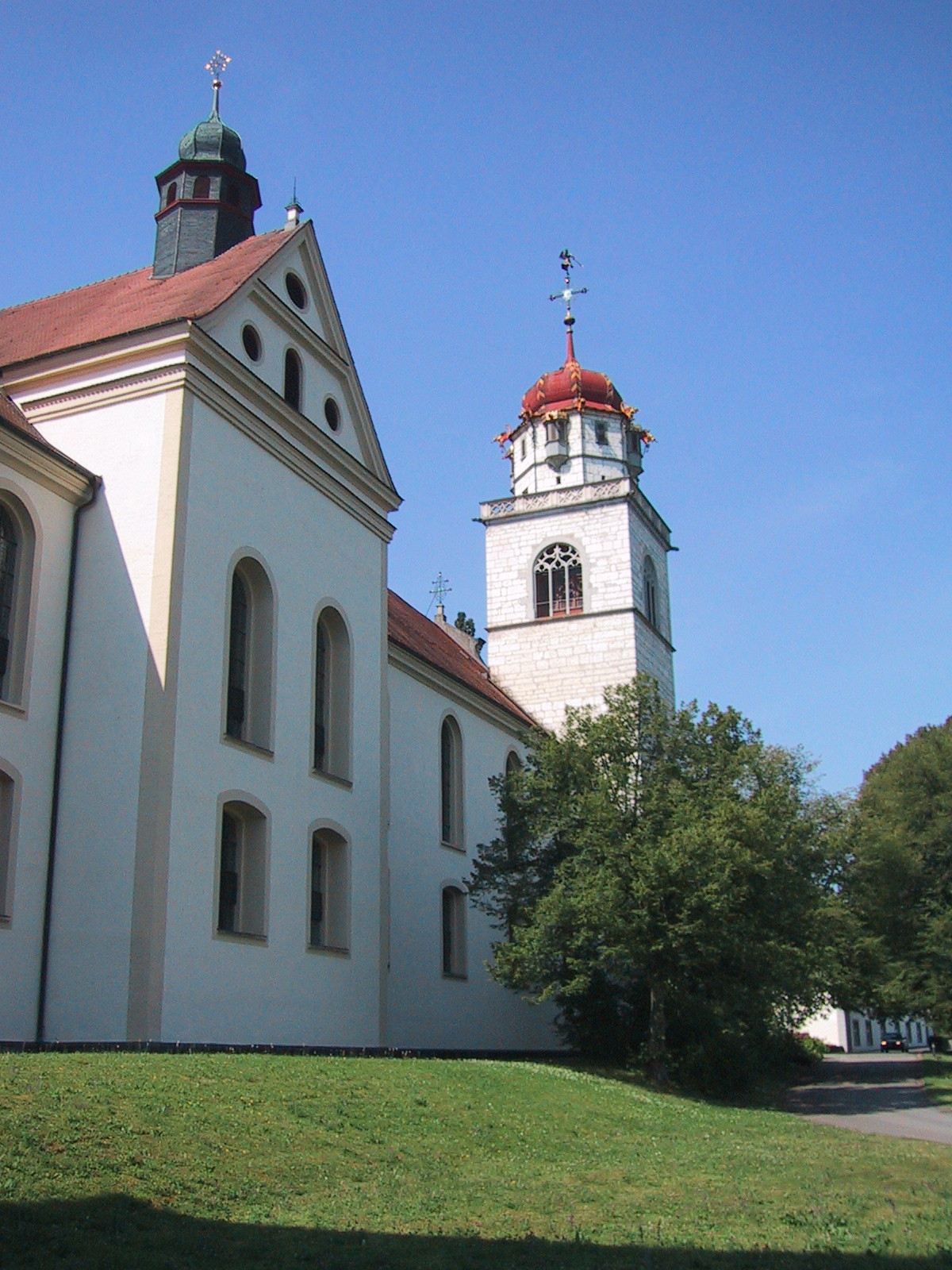
Klosterkirche, Ansicht von Norden
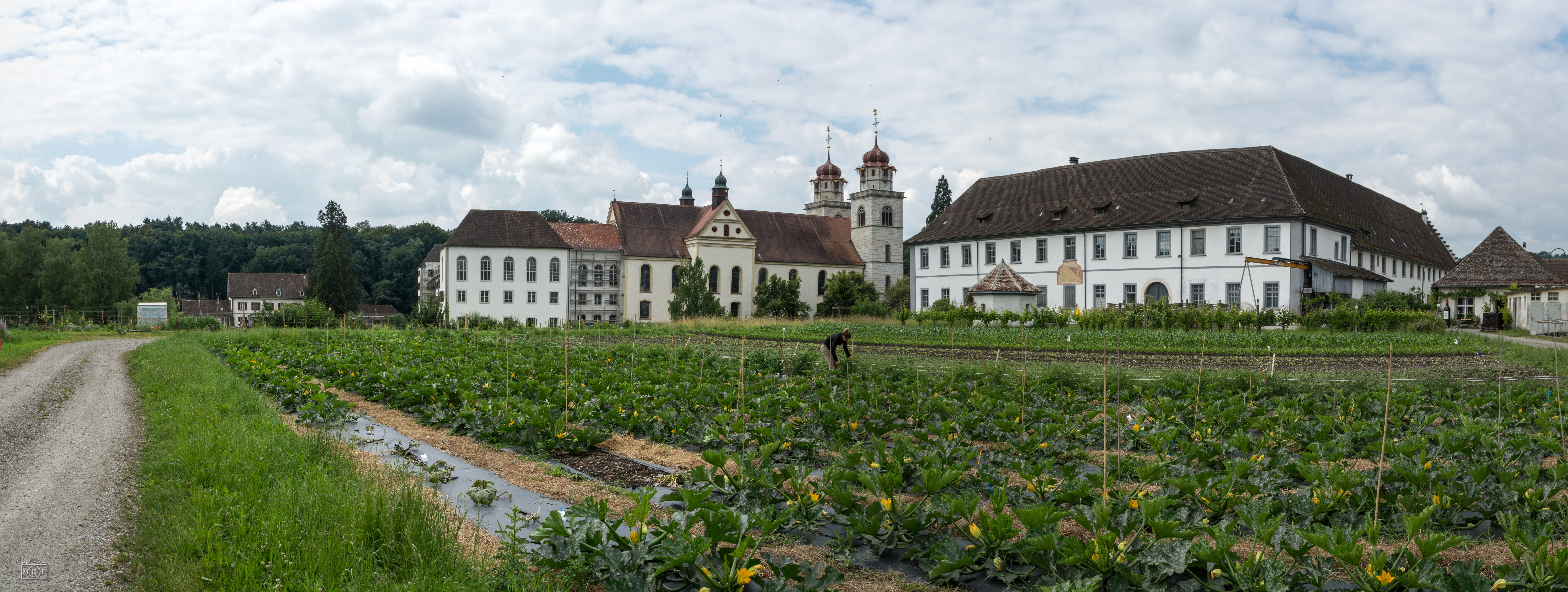
Ehemalige Abtei (links) und Frauengästehaus (rechts), Blick von Osten
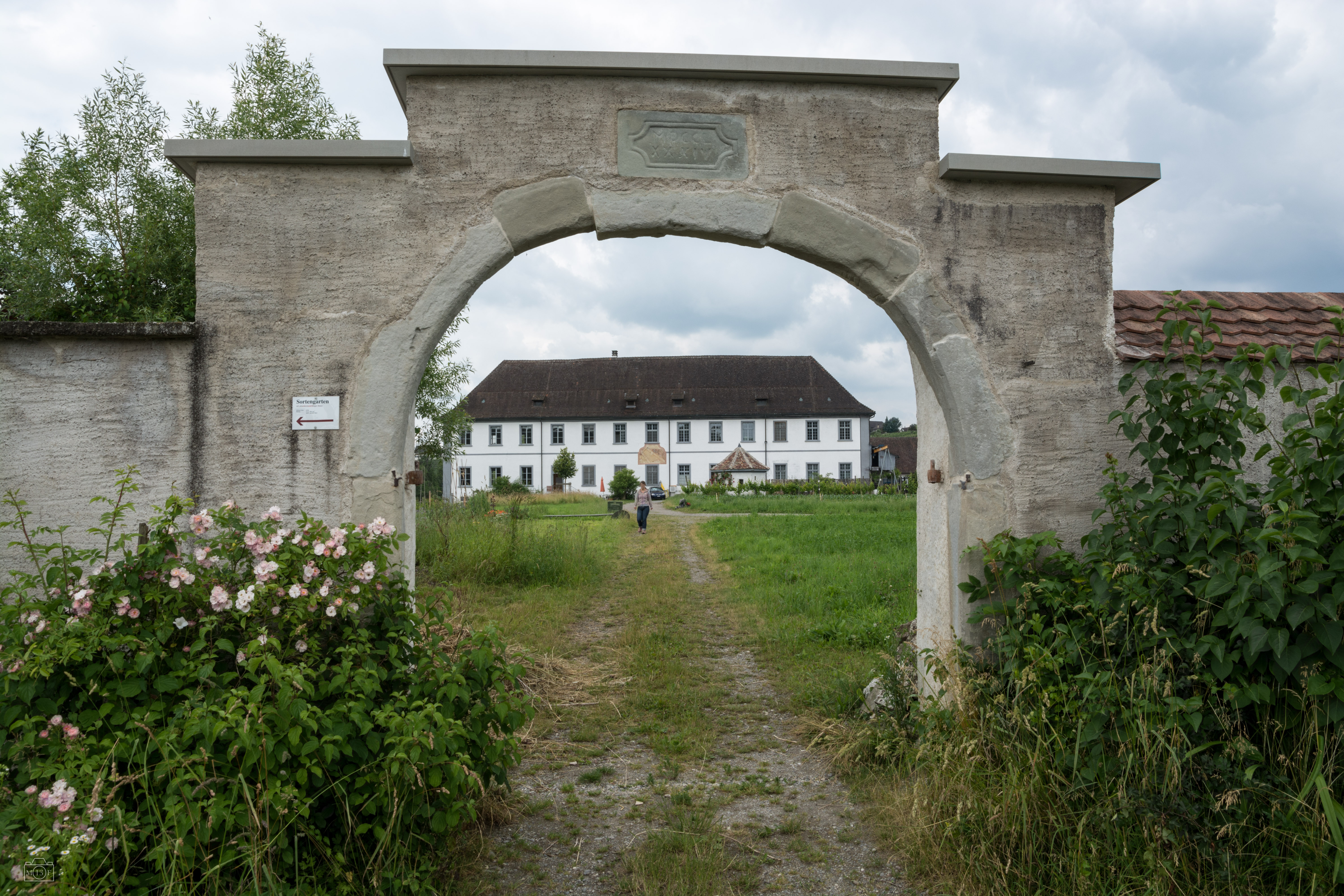
Frauengästehaus durchs Tor zum Garten (von Osten)
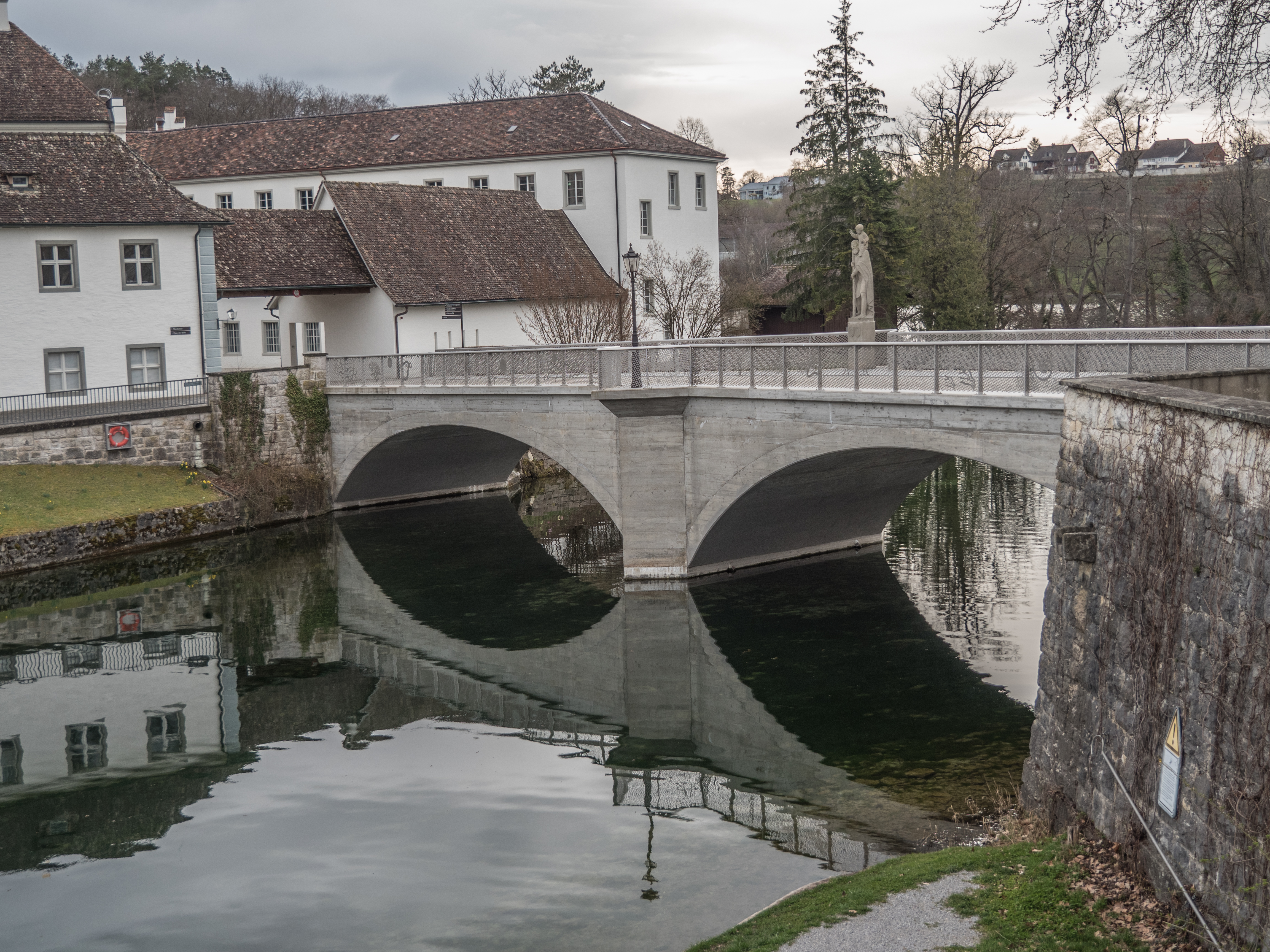
Klosterbrücke